# ヴェガ (水雷艇)
ヴェガ (Vega) はイタリア海軍の水雷艇。スピカ級。

## 艦歴
1935年11月14日起工。1936年6月21日進水。1936年10月12日就役。
1940年11月、イギリス軍がMB9作戦を実行した際に出撃する。
1941年1月10日、水雷艇「チルチェ」と共にシチリア海峡で哨戒中に、船団護衛中（MC4作戦）のイギリス軽巡洋艦「ボナヴェンチャー」と遭遇した。2隻は魚雷を発射したが命中せず、逆に「ボナヴェンチャー」からの砲撃で「ヴェガ」は戦闘不能となり、最後は駆逐艦「ヒアワード」の雷撃で沈没した。生存者は2名のみであった。